# Пень (Куявсько-Поморське воєводство)
Пень (пол. Pień, нім. Pien) — село в Польщі, у гміні Домброва-Хелмінська Бидґозького повіту Куявсько-Поморського воєводства.
Населення — 54 особи (2011).
У 1975-1998 роках село належало до Бидгощського воєводства.

## Демографія
Демографічна структура станом на 31 березня 2011 року:
|          | Загалом | Допрацездатний вік | Працездатний вік | Постпрацездатний вік |
| -------- | ------- | ------------------ | ---------------- | -------------------- |
| Чоловіки | 32      | 7                  | 23               | 2                    |
| Жінки    | 22      | 6                  | 11               | 5                    |
| Разом    | 54      | 13                 | 34               | 7                    |